# Viburnum annamensis
Viburnum annamensis är en desmeknoppsväxtart som beskrevs av N. Fukuoka. Viburnum annamensis ingår i släktet olvonsläktet, och familjen desmeknoppsväxter. Inga underarter finns listade i Catalogue of Life.